# Шахтьорськ
Шахтьорськ (до 1947 Торо, яп. 塔 路) — смт в Углегорському районі Сахалінської області Російської Федерації. До 2016 року мало статус міста.

## Географія
Місто розташоване в центральній частині острова Сахалін, на західному узбережі, на березі озер Проточне та Тауро, за 357 км від Южно-Сахалінська, за 10 км від Углегорська.
Місто Шахтьорськ прирівняне до районів Крайньої Півночі.

## Історія
У 1905, згідно з Портсмутським мирним договором, що завершив російсько-японську війну 1904 — 05 років, південна частина острова Сахалін (до 50-й паралелі) відійшла до Японії. Засноване після 1905 року. У 1945 році окуповано Росією.
До 1947 називалось Торо; назва з айнської turu — «земля». Було перейменовано в рамках кампанії з ліквідації японських назв на Сахаліні. З 1947 року місто має назву Шахтьорськ. У його околицях добувають кам'яне вугілля

## Населення

### Чисельність населення

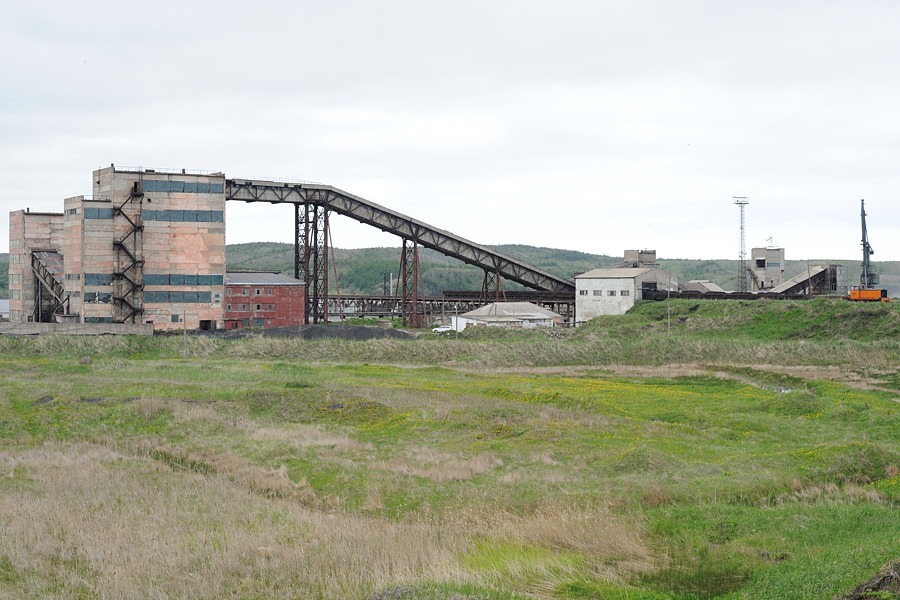
Центральна збагачувальна фабрика

| 1959    | 1970    | 1979    | 1989    | 1996    | 1998    | 2000    |
| ------- | ------- | ------- | ------- | ------- | ------- | ------- |
| 12 069  | ↘11 476 | ↗11 543 | ↗12 945 | ↘12 900 | ↘12 300 | ↘11 600 |
| 2001    | 2002    | 2005    | 2006    | 2007    | 2008    | 2009    |
| ↘11 500 | ↘10 643 | ↘10 400 | ↘10 300 | ↘10 100 | →10 100 | ↘10 029 |
| 2010    | 2011    | 2012    | 2013    | 2014    | 2015    | 2016    |
| ↘8382   | ↗8400   | ↘7932   | ↘7647   | ↘7351   | ↘7094   | ↘6911   |
| 2017    | 2018    | 2019    |         |         |         |         |
| ↘6731   | ↘6493   | ↘6355   |         |         |         |         |

## Економіка
У безпосередній близькості від міста розташовані вугільні шахти (звідси назва). зараз працює лише одна шахта — «Ударновська», а також вугільний розріз Солнцевський.

## Транспорт
У Шахтьорську діє вузькоколійна залізниця колишнього ШПТУ, котра сполучає його з портом в Шахтьорську-2. У місті є рейдовий морський порт та єдиний в районі аеропорт.
Аеропорт Шахтьорськ здатний приймати літаки Як-40, Ан-24, виконуються пасажирські рейси до Совєтської Гавані та Хабаровська, з 2010 року до Южно-Сахалінська, з 2013 року до Владивостока.